# Musa yamiensis
Musa yamiensis är en enhjärtbladig växtart som beskrevs av C.L.Yeh och J.H.Chen. Musa yamiensis ingår i släktet bananer, och familjen bananväxter. Inga underarter finns listade i Catalogue of Life.